# تنبيب أنفي معدي
التنبيب الأنفي المعدي (بالإنجليزية: Nasogastric intubation)‏ هو عملية طبية تتضمن إدخال أنبوب بلاستيكي (أنبوب أنفي معدي أو أنبوب NG) من خلال الأنف، ويستمر دخوله نزولاً حتى يصل إلى المعدة. يوضع الأنبوب الأنفي المعدي عند الأطفال عندما لا يستطيع الطفل الحصول على كفايته من الطعام بواسطة الفم، غالبا بسبب مشاكل صحية يعاني منها مثل عدم القدرة على البلع أو عدم القدرة على المص "الرضاعة"، أو العجز عن المضغ. أو حتى قد تدعو الحاجة إلى استخدام الأنبوب الأنفي المعدي لتغذية الطفل الذي لا يستطيع الحصول على تغذية كافية بشكل طبيعي.
غالباً ما تكون عملية وضع الأنبوب غير محببة وغير مريحة للأطفال، ولكن عادة ما أن يوضع الأنبوب حتى يصبح غير مزعج على الإطلاق، ويعتاد معظم الأولاد عليه بسرعة. يقوم الطبيب بتزويد الأهل الذين لديهم طفل يتغذى عن طريق الأنبوب الأنفي المعدي بتعليمات خاصة حول طريقة وضع ونزع الأنبوب في المنزل إذا دعت الحاجة لذلك.

## الإجراء
في عملية التنبيب الأنفي المعدي يقوم الطبيب بدفع أنبوب بلاستيكي عبر أنف المريض وحلقه، وبعدها عبر المريء حتى يصل إلى معدة المريض. قد يطلب الطبيب من الطفل أن يقوم بالبلع عندما ينزل الأنبوب إلى الجزء الخلفي من أنفه، ثم إلى الجزء الخلفي من فمه، بعدها إلى المريء. وتساعد عملية الابتلاع على توجيه الأنبوب بالاتجاه الصحيح. كما قد يُعطى الطفل أيضاً ماءً مثلجاً بواسطة مصاصة لتساعده على البلع أثناء وضع الأنبوب.

## الأعراض الجانبية
تعد عملية إدخال الأنبوب الأنفي المعدي إجراءً آمناً جداً. ولكن له مضاعفات في بعض الأحيان. لذلك، يجب معرفة هذه المضاعفات جيِّداً للتعرف عليها في حال حدوثها، فقد يمر الأنبوب في حالات نادرة باتّجاه الرئتين أو الرغامى، وهذا ما قد يسبب سعالاً شديداً. وعند ذلك، يقوم الطبيب بسحب الأنبوب قليلاً، ثم إعادة توجيهه بالاتجاه الصحيح. أمَّا بالنسبة للأطفال الذين يعانون من فقدان منعكس البلع، أو هؤلاء الذين لا يستطيعون السعال بسبب رض على الرأس أو بسبب التخدير، فإنَّه يجري التحقُّق من وضع الأنبوب عندهم بشكل صحيح بواسطة الأشعَّة السينية، كذلك الأمر بالنسبة للأطفال الموضوعين على جهاز التنفُّس الاصطناعي. يتمُّ تثبيت الأنبوب إلى الأنف بواسطة شريط خاص للتقليل من احتمال خروجه. ويعتاد الأطفالُ الذين وُضع لهم هذا الأنبوب عليه بسرعة.
وتشمل الأعراض الجانبية أيضًا المضاعفات البسيطة كالنزف من الأنف وتقرح الحلق والتهاب الجيوب، والجيوبُ هي أجواف مملوءة بالهواء وموجودة في العظام حول الأنف.
أمَّا المضاعفاتُ الأكثر خطورة فمنها الالتهاب الرئوي الاستنشاقي، وحدوث ثقب في المريء في أثناء العملية. وهذه المضاعفات نادرة إلى أبعد حدٍّ، وقد يحتاج علاجها إلى الجراحة.

## وصلات خارجية
http://medical-dictionary.thefreedictionary.com/nasogastric+intubation
http://www.healthline.com/health/nasogastric-intubation-and-feeding